# Banco da Província de Buenos Aires
O Banco da Província de Buenos Aires, mais conhecido como Banco Provincia (em castelhano:  Banco de la Provincia de Buenos Aires), é um banco argentino de capital aberto e o segundo maior do país, em valor de ativos e depósitos.

## História
O governador progressista da província de Buenos Aires, Martín Rodríguez, propôs uma reunião para estudar a viabilidade de um banco provincial com o objetivo de estabilizar a economia local destruída pela Guerra da Independência Argentina e pelo caos que se seguiu. Presidida por seu ministro da Economia, Manuel Gilbert Arnes Angel Enrique José García, a reunião foi convocada em 15 de janeiro de 1822 e resultou na criação do Banco de Buenos Ayres. A nova instituição tornou-se popularmente conhecida como Banco de Descuentos ("Banco de Desconto") por seu papel como fonte de crédito para os inúmeros bancos comunitários na província principalmente rural da época.
Tornando-se a primeira incorporação na história da Argentina, seus acionistas incluíam proprietários de terras, profissionais, clérigos, militares e oficiais do governo, além de cidadãos britânicos, franceses, alemães e espanhóis. Após o advento do regime constitucional, o banco foi reorganizado em 1826 como o "Banco das Províncias Unidas do Rio da Prata" (como a Argentina era conhecida na época), destacando o novo papel da instituição como banco nacional quando o governo federal adquiriu uma participação. A primeira Casa da Moeda Nacional foi posteriormente aberta lá como um anexo.
A ascensão do federalista Juan Manuel de Rosas como governador de Buenos Aires em 1829 colocou o banco em desacordo com a agenda do homem forte, no entanto, e foi recarregado como uma casa da moeda provincial em 1836. Seu papel até então central nas finanças nacionais foi reduzido para uma agência bancária de varejo no local. Após a derrubada de Rosas em 1852, a instituição foi formalmente restaurada como um banco privado incorporado em 1854 e em 1863, foi formalmente designada Banco da Província de Buenos Aires, mantendo sua função acessória como uma casa da moeda nacional e provincial.

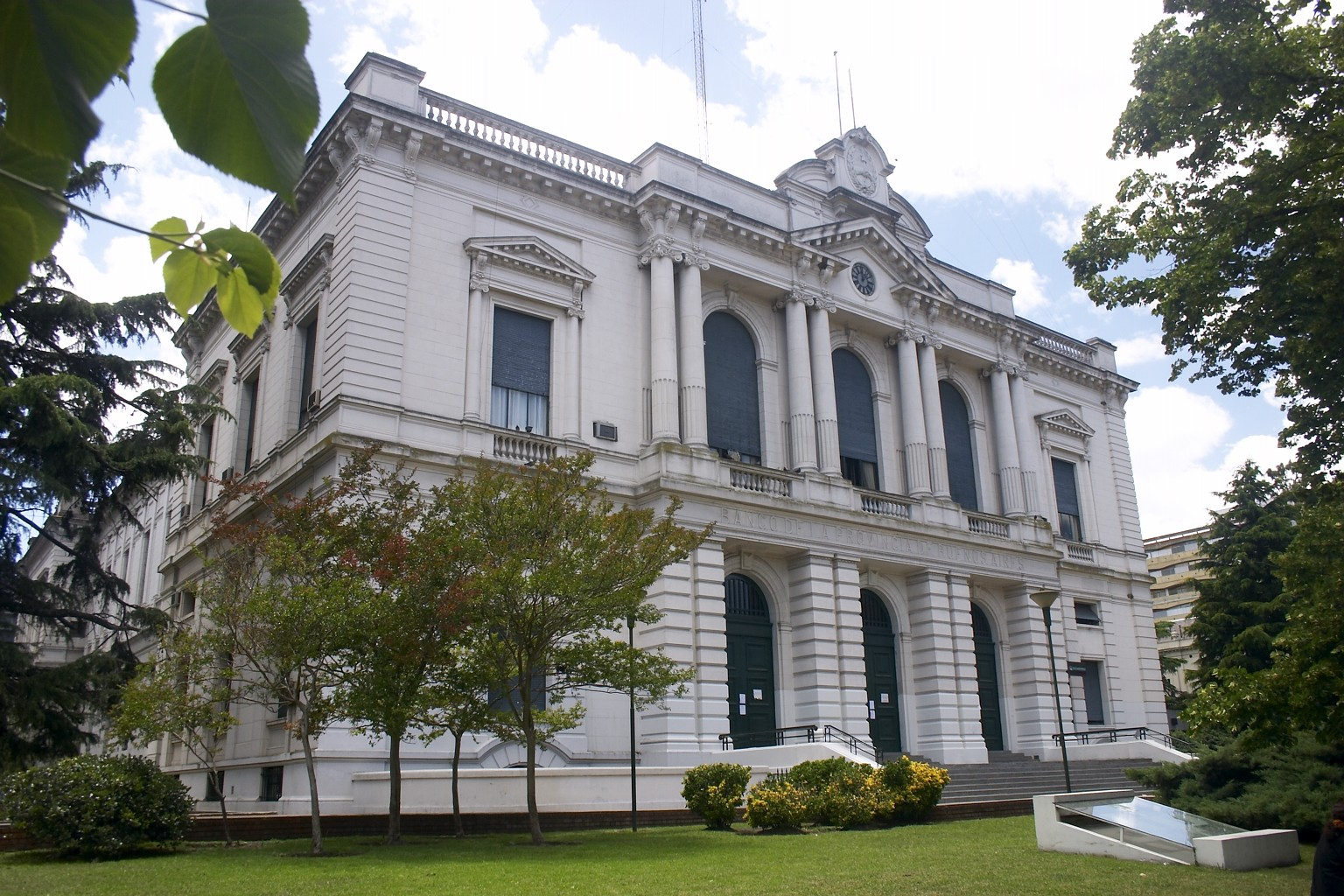
Sede em La Plata

O estabelecimento de 1882 da nova capital provincial de La Plata levou à construção de uma nova sede. A sede do banco, localizada em La Plata, foi inaugurada em 1886 e projetada em estilo renascentista por Juan Antonio Buschiazzo e Luis Viglione. Seus escritórios principais, no entanto, ficam no distrito financeiro de Buenos Aires e estão localizados em um edifício racionalista concluído em 1942 e projetado por Gregorio Sánchez, Ernesto Lagos e Luis de la Torre.
O governo federal recuperou uma participação no banco em 1906, em meio a um boom socioeconômico. Após várias crises internacionais, no entanto, o presidente Juan Perón nacionalizou o banco em 1946, como parte de seu programa de nacionalizações por atacado de empresas estrategicamente importantes, e nomeou o diretor do Dr. Arturo Jauretche. Jauretche reorientou a política de empréstimos do banco para longe de sua carteira amplamente agrária e para a industrialização de substituição de importações; após sua morte em 1974, o Museu Histórico do banco foi renomeado em homenagem ao intelectual nacionalista.
Crescendo ao lado da economia argentina, o banco desempenhou um papel importante como uma tábua de salvação para os empregadores e governos locais durante a década de 1980, depois que as políticas econômicas da última ditadura sobrecarregaram a economia com uma crise e mal-estar duradouros da dívida externa. Dois de seus ex-diretores, Aldo Ferrer e Martín Lousteau, também atuaram como ministros da Economia do país. Hoje, o banco opera 342 agências e é o segundo maior da Argentina em depósitos (com US$ 10 bilhões, ou 8% do total) e ativos totais, e o sexto maior em empréstimos com uma carteira de empréstimos de US$ 5 bilhões (6% compartilhar).

## Ramos selecionados

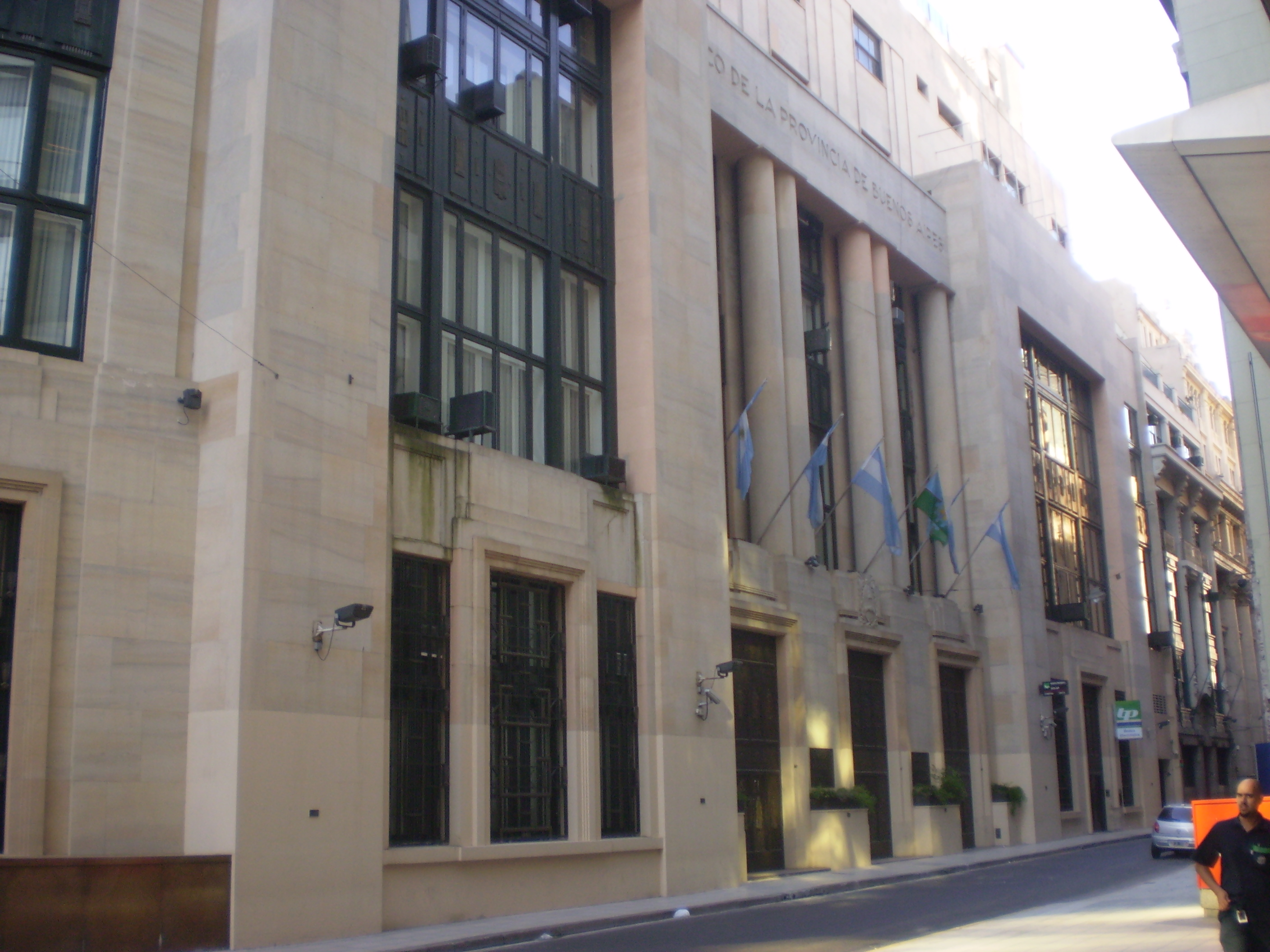
Centro de Buenos Aires